# Radimovice (Všeruby)
Radimovice, dříve Radlovice (německy Radlowitz) jsou malá vesnice, část města Všeruby v okrese Plzeň-sever v Plzeňském kraji. Nachází se asi dva kilometry severozápadně od Všerub. Je zde evidováno 43 adres. V roce 2011 zde trvale žilo 41 obyvatel.
Radimovice leží v katastrálním území Radimovice u Všerub o rozloze 4,43 km2.

## Historie
První písemná zmínka o vesnici pochází z roku 1263. V letech 1938 až 1945 byla ves (v důsledku uzavření Mnichovské dohody) přičleněna k nacistickému Německu.

## Obyvatelstvo
| Rok            | 1869 | 1880 | 1890 | 1900 | 1910 | 1921 | 1930 | 1950 | 1961 | 1970 | 1980 | 1991 | 2001 | 2011 | 2021 |
| -------------- | ---- | ---- | ---- | ---- | ---- | ---- | ---- | ---- | ---- | ---- | ---- | ---- | ---- | ---- | ---- |
| Počet obyvatel | 192  | 190  | 177  | 195  | 169  | 204  | 172  | 84   | 85   | 52   | 20   | 19   | 12   | 41   | 50   |
| Počet domů     | 31   | 31   | 33   | 36   | 33   | 33   | 35   | 26   | 26   | 14   | 6    | 20   | 21   | 23   | 24   |

## Obecní správa
Při sčítání lidu v letech 1869–1950 Radimovice byly samostatnou obcí, se kterým patřily nejprve do okresu Stříbro, ale v roce 1950 v okrese Plzeň-okolí. Od roku 1960 jsou částí města Všeruby v okrese Plzeň-sever.

## Pamětihodnosti
- Kaplička

## Další fotografie

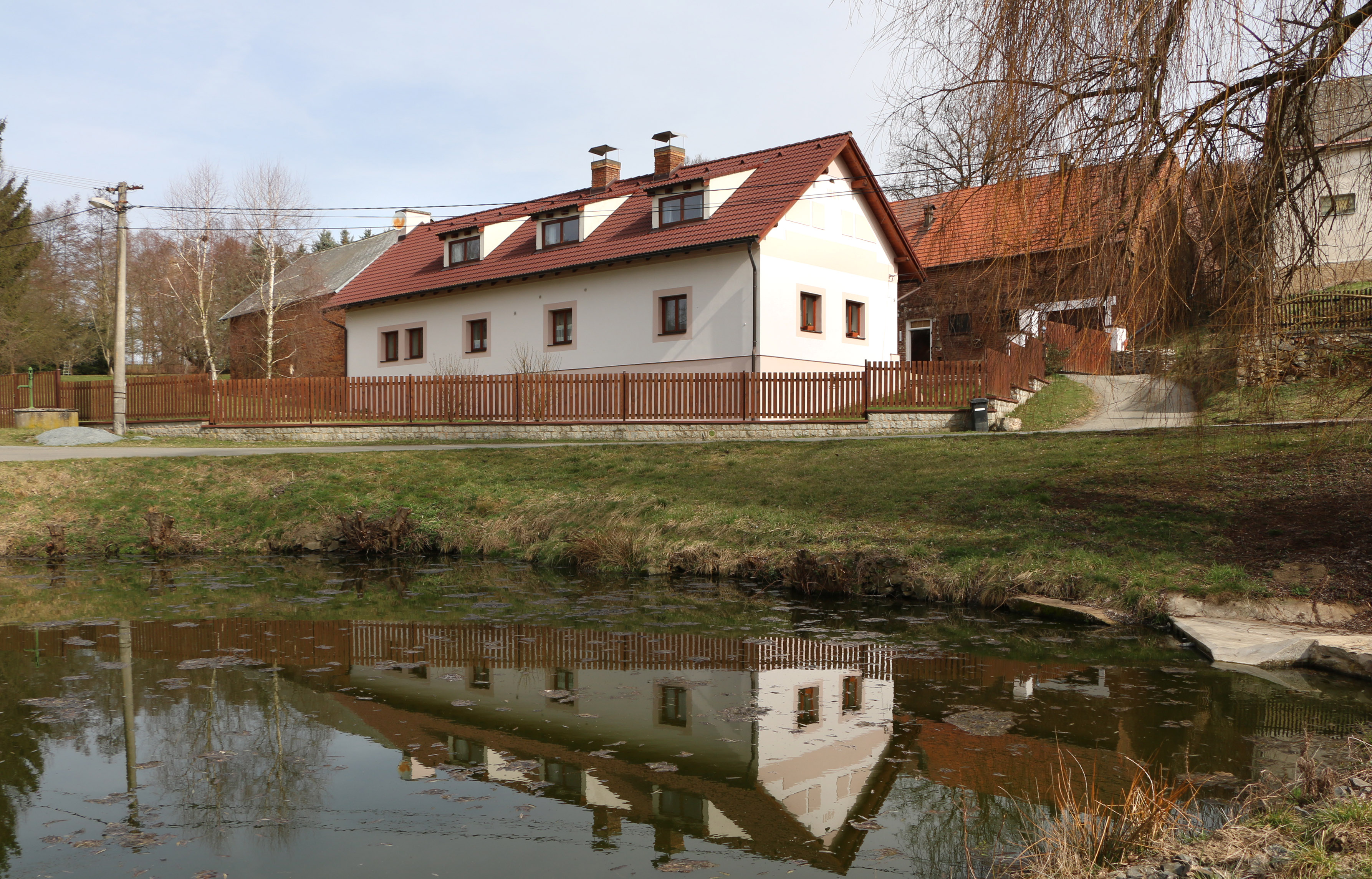
Rybník na návsi
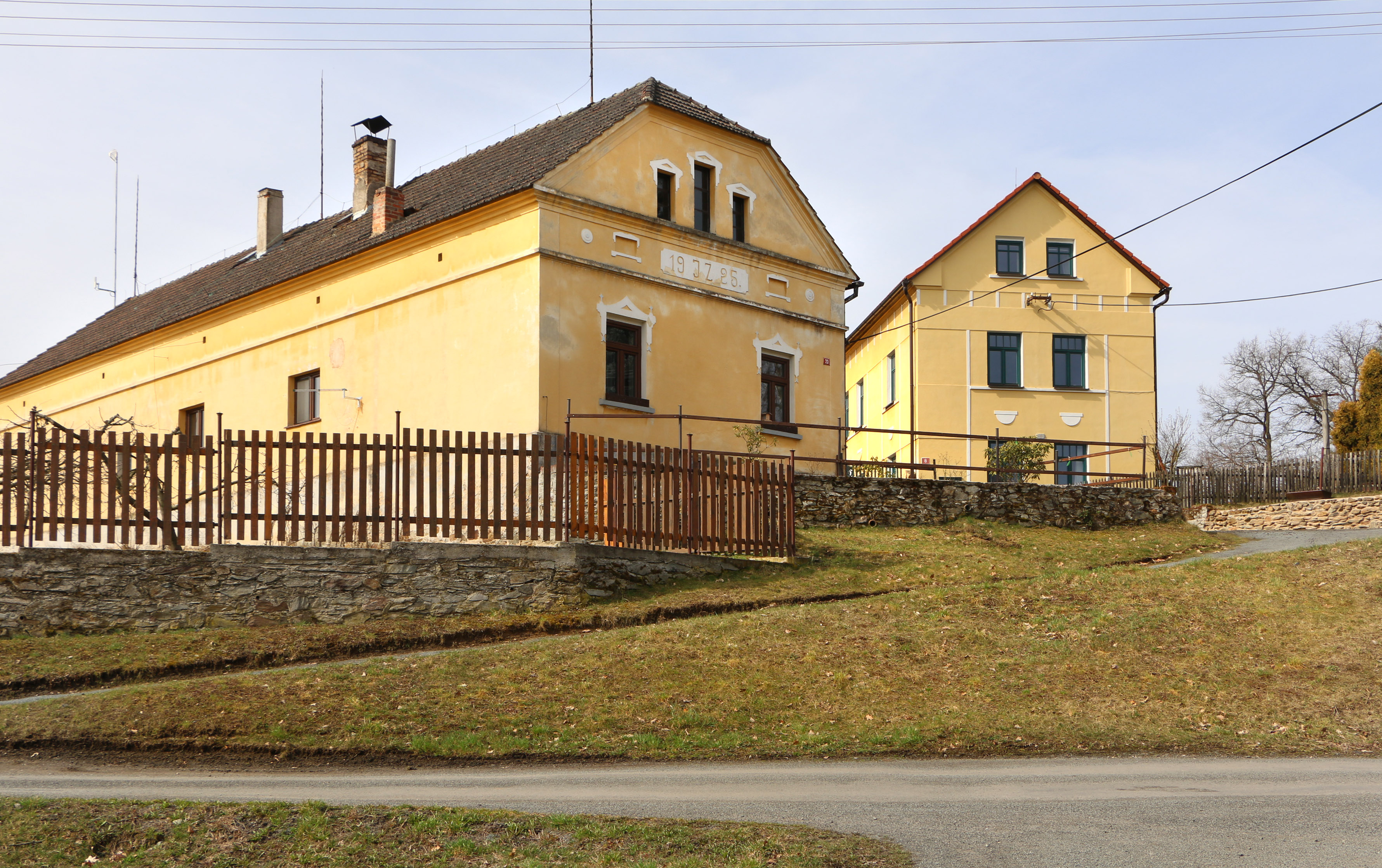
Dům čp. 8
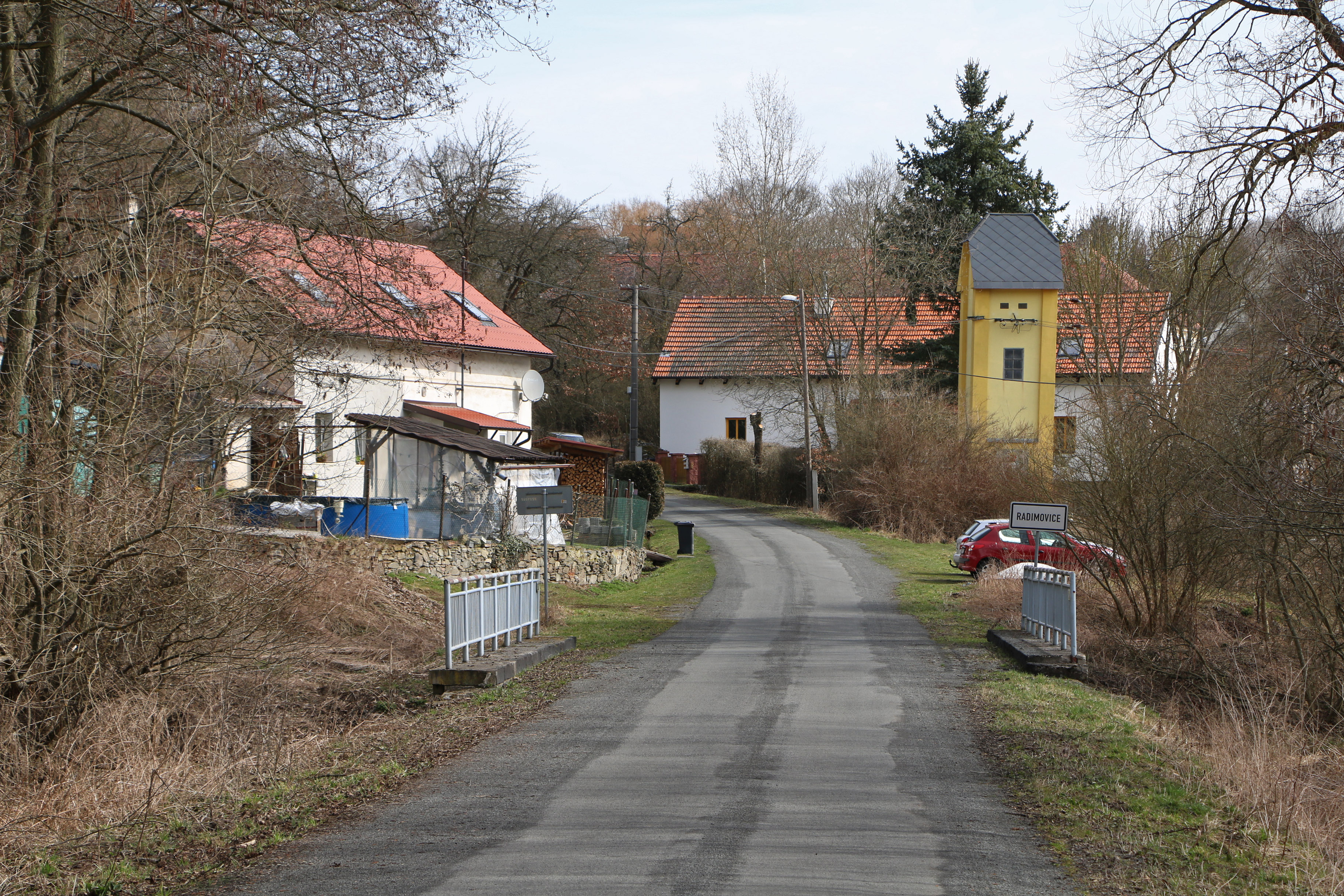
Příjezd k vesnici
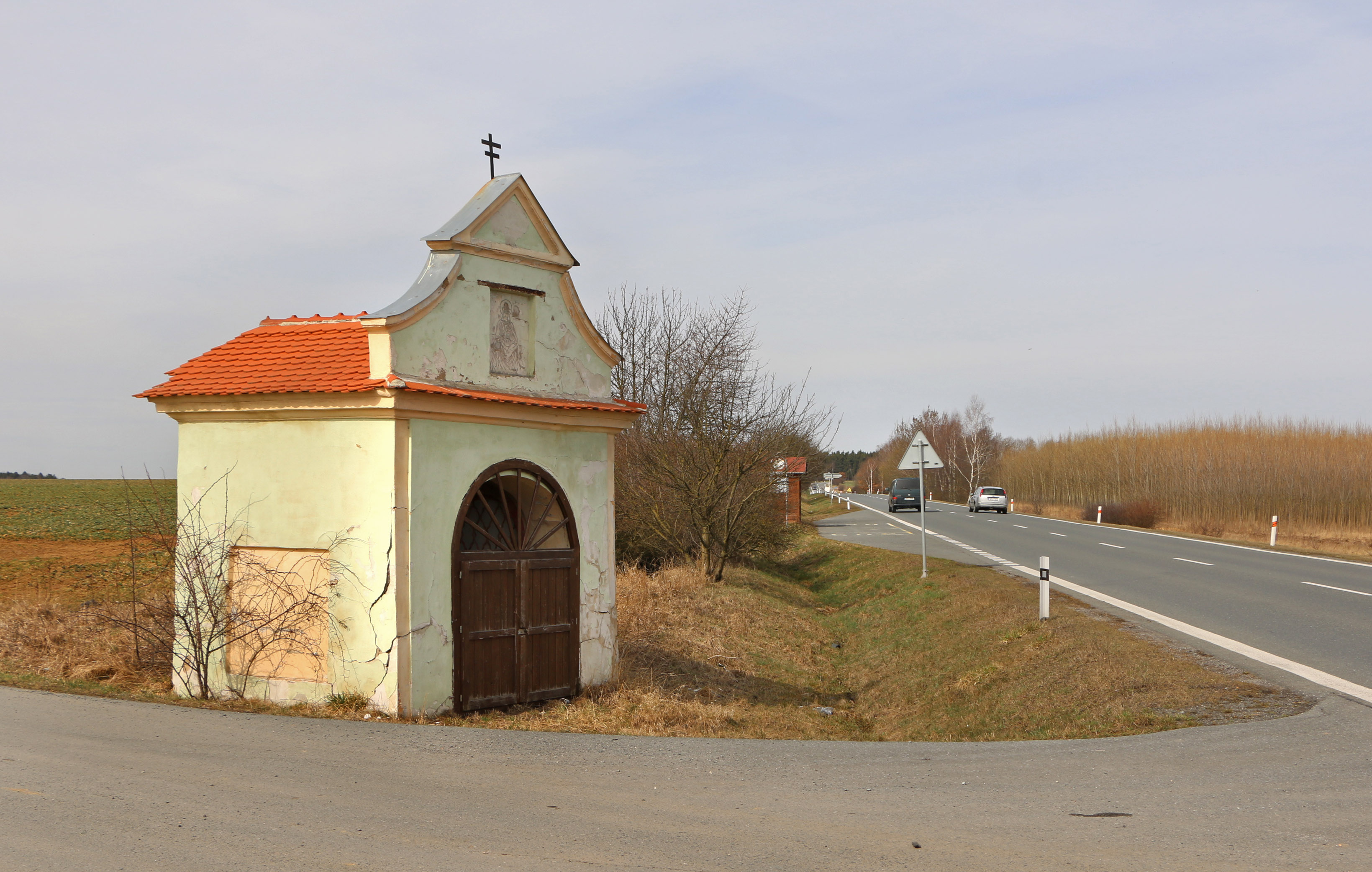
Kaple u hlavní silnice